# Вільянуева-де-лос-Інфантес (Сьюдад-Реаль)
Вільянуева-де-лос-Інфантес (ісп. Villanueva de los Infantes) — муніципалітет в Іспанії, у складі автономної спільноти Кастилія-Ла-Манча, у провінції Сьюдад-Реаль. Населення — 5772 особи (2010).
Муніципалітет розташований на відстані близько 200 км на південь від Мадрида, 85 км на схід від Сьюдад-Реаля.

## Демографія
Динаміка населення (INE ):